# Ademilson Braga Bispo Junior
Ademilson Braga Bispo Junior (sinh ngày 9 tháng 1 năm 1994) là một cầu thủ bóng đá người Brasil.

## Sự nghiệp câu lạc bộ
Ademilson Braga Bispo Junior đã từng chơi cho Yokohama F. Marinos và Gamba Osaka.